# دلم برات تنگ شده (مجموعه تلویزیونی)
دلم برات تنگ شده (به کره‌ای: 보고싶다، به انگلیسی: I Miss You ,Missing You) مجموعهٔ تلویزیونی کره‌ای، محصول سال ۲۰۱۲ می‌باشد. این سریال با حضور یون اون‌هه، پارک یوچان و یو سئونگ‌هو، از ۷ نوامبر ۲۰۱۲ تا ۱۷ ژانویهٔ ۲۰۱۳ از شبکهٔ ام‌بی‌سی به‌روی آنتن رفت.

## خلاصهٔ داستان
دو دانش‌آموز دبیرستانی به نام‌های جونگ‌وو و سویون، پس از یک حادثهٔ دلخراش مجبور به جدایی می‌شوند، حادثه‌ای که سال‌های متمادی زندگیشان را تحت‌الشّعاع قرار می‌دهد. جونگ‌وو سال‌ها به‌دنبال سویون می‌گردد و سرانجام سویون را با هویّتی جدید می‌یابد …

## جوایز
جشنوارهٔ جوایز ام‌بی‌سی ۲۰۱۲
- برترین بازیگر مجموعه‌های تلویزیونی - پارک یوچان[۱]
- بهرین بازیگر خردسال - یو جین‌گو
- بهترین بازیگر خردسال - کیم سوهیون
- تندیس زرّین بهترین بازیگر - جون کوانگ‌ریول
- تندیس محبوبیّت - یون اون‌هه[۲]
- ستارهٔ سال - یون اون‌هه

جشنوارهٔ جوایز بک‌سانگ ۲۰۱۳
- محبوب‌ترین بازیگر - پارک یوچان